# Psaliodes crispata
Psaliodes crispata är en fjärilsart som beskrevs av William Schaus 1912. Psaliodes crispata ingår i släktet Psaliodes och familjen mätare. Inga underarter finns listade i Catalogue of Life.